# Politiskt manifest om världsfattigdomen
Politiskt manifest om världsfattigdomen är en nationalekonomisk debattbok skriven av Gunnar Myrdal, som utkom 1970. I boken drog Myrdal de politiska slutsatserna av sin tidigare forskning om världsfattigdomen. Han pläderade där för behovet av radikala reformer i de "underutvecklade" länderna inom flera politikområden. Myrdal förespråkade exempelvis omfattande jordreformer för att få tillstånd ett mer jämlikt ägande inom jordbruket. Han menade också att den omfattande korruptionen i tredje världens länder måste angripas för att en ekonomisk utveckling skulle ske. Han myntade begreppet "den mjuka staten" med vilket han avsåg den bristande samhällsdisciplin som yttrar sig i brister i lagstiftning och laglydnad bland till exempel tjänstemän i tredje världen. 
Samtidigt framhöll Myrdal de rika ländernas ansvar för världsfattigdomen. Exempelvis visade han hur de rika ländenas handelspolitik missgynnat tredje världen från kolonialtiden och framåt. Han diskuterade och kritiserade också de egoistiska orsakerna till de rika ländernas bistånd. Exempelvis visade han hur USA:s bistånd varit en del av det politiska spelet under kalla kriget. Som alternativ förespråkade han en omfattande reell ekonomisk omfördelning från rika till fattiga delar av världen. Detta förutsatte - menade Myrdal - att medborgarna i de "utvecklade" länderna övergav det nationalistiska välfärdsbegreppet. Istället borde de acceptera begreppet "välfärdsvärld".